# لویما
لویما (به لاتین: Loimaa) یک شهرک در فنلاند است که در جنوب غرب فنلاند واقع شده‌است. این شهرک در سال ۲۰۱۷ میلادی ۱۶٬۲۰۷ نفر جمعیت داشته‌است.

## خواهرخوانده
شهرهای توری، استونی، شین (نروژ)، بخش آومال و Mosfellsbær خواهرخوانده‌های لویما هستند.